# Fudai-Daimyō
Die Fudai-Daimyō (jap. 譜代大名) waren eine Klasse von Feudalherren (Daimyō) während der Edo-Zeit in Japan. Dazu gehörten diejenigen, die bereits vor der entscheidenden Schlacht von Sekigahara Vasallen der Tokugawa wurden. 
Die Fudai-Daimyō galten, da sie sich bereits vor der Schlacht freiwillig den Tokugawa angeschlossen hatten, als zuverlässiger und loyaler als die erst später hinzukommenden Tozama-Daimyō.
Lediglich die Shimpan-Daimyō standen als direkte Verwandte den Tokugawa näher.
Als erblicher Vasall der Tokugawa regierten sie im Gegensatz zu den Tozama-Daimyō oft nur kleine Lehen, oft jedoch in strategisch wichtiger Lage entlang der Hauptstraßen oder in der Kantō-Region in der Nähe des Hauptquartiers des Tokugawa-Shogunates in Edo. 
Hohe Ämter im Shogunat, wie Rōjū und Wakadoshiyori, wurden normalerweise an Fudai verliehen. Wichtige Beispiele solcher Familien sind die Clans der Ii und Doi.